# Türkenschanzpark

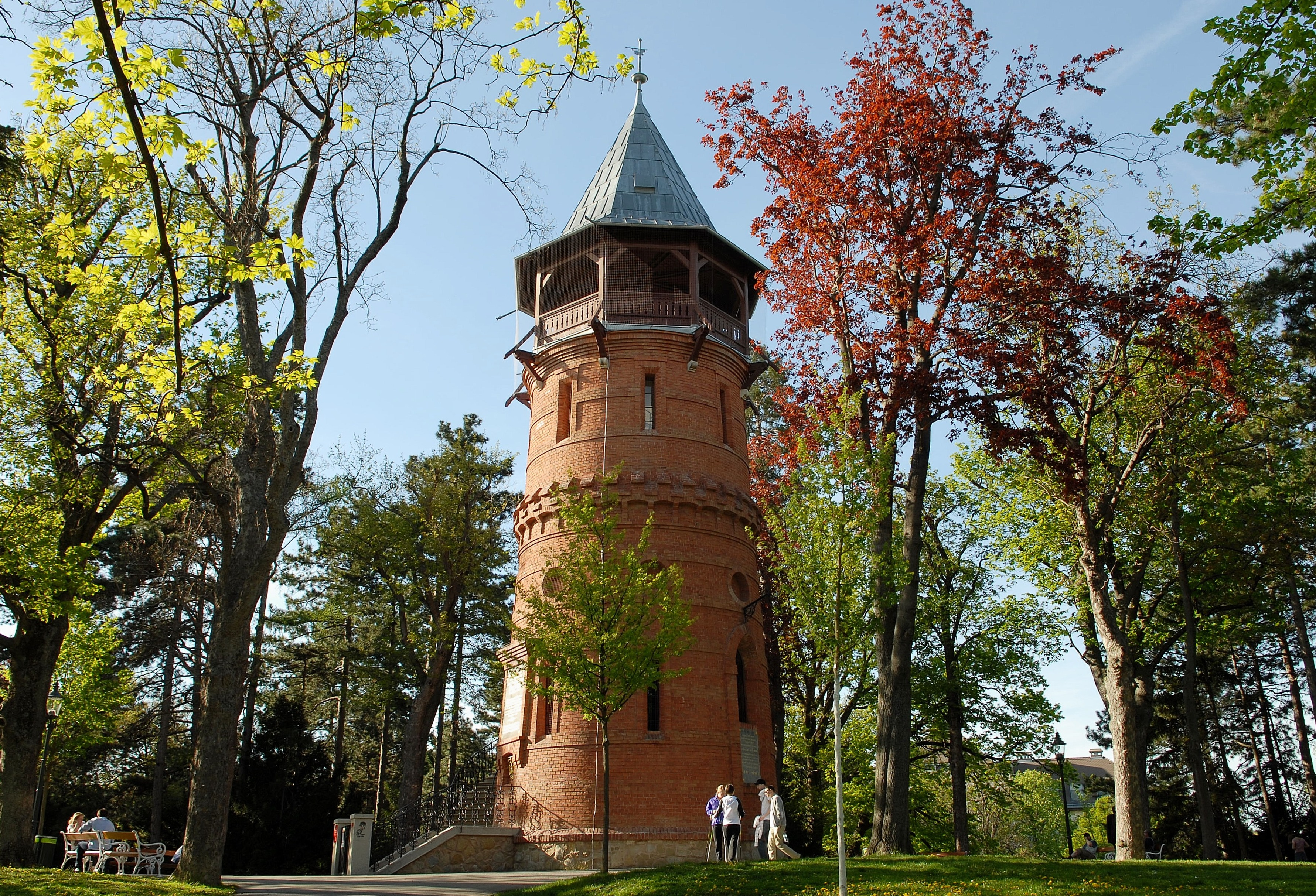
Paulinenwarte im Türkenschanzpark

Der Türkenschanzpark ist eine Parkanlage im 18. Wiener Gemeindebezirk Währing. Der Park wurde 1888 auf der Türkenschanze eröffnet.

## Geschichte

### Erste Parkgestaltung Mitte des 19. Jahrhunderts
Der Türkenschanzpark liegt an einem historischen Ort. Hier befand sich 1683 bei der Zweiten Wiener Türkenbelagerung eine Schanze der Türken. Dennoch gibt der Name des Gebietes den Stadthistorikern Rätsel auf, da bereits in einer topografischen Darstellung aus dem Jahr 1649 das Gebiet als „Türkenschanz“ vermerkt wurde. So wird angenommen, dass die Benennung auf die Erste Wiener Türkenbelagerung zurückgeht, Schilderungen oder Hinweise dazu gibt es aber keine.
Lange blieb das Gebiet unverbaut, es bestand aus Kornfeldern und Wiesen. Zudem wurde hier über Jahrhunderte gelber Bausand und Schotter für Wien abgebaut. Bekannt wurde vor allem im 19. Jahrhundert die Schreibersche Sandgrube. Erst ab 1873 entstanden auf der Türkenschanze die ersten Wiener Cottages.
Nachdem Pläne zur Anlage eines Friedhofs bzw. zum Bau eines Generalstabspalais verworfen worden waren und das 50 Joch (28,8 ha) große Gelände Anfang März 1883 für Häuser mit Vorgärten parzelliert war, bildete sich in der selbstständigen Stadtgemeinde Währing ein Comité zur Anlage eines öffentlichen Parks auf der Türkenschanze mit dem ideegebenden Architekten Heinrich von Ferstel (1828–1883) als dessen Vizepräsident. Nach Ferstels Tod im Juli des Jahres wurde unter der Ehrenpräsidentschaft von Leopold Friedrich von Hofmann (1822–1885) der Verein gegründet, der am 28. Oktober 1883 mit 42 Mitgliedern seine erste Generalversammlung abhielt und als erste Willensbekundung den Architekten Carl von Hasenauer (1833–1894) zum neuen Vizepräsidenten akklamierte. Das Protektorat über den Verein übernahm Erzherzog Carl Ludwig.
In das Exekutivkomitee (Vorstand) wurden Regionalpolitiker, Publizisten, Rechtsanwälte und andere Personen berufen.
In Hinblick auf die Finanzierung des Grundstücks bestanden bereits Zusagen, unter anderem über 10.000 Gulden vom Wiener Stadterweiterungsfonds, 5.000 Gulden von der Gemeinde Währing, 3.500 Gulden von der Gemeinde Ober-Döbling, 1.000 Gulden als erster von sechs Beiträgen vom Wiener Cottage-Verein sowie 3.000 Gulden von Stadtbaumeister Ferdinand Oberwimmer (1836–1895), der gemeinsam mit dem Lederfabrikanten und Lokalpolitiker Jacques Gerlach († 3. Jänner 1905 im 63. Lebensjahr) Grundstücke im Ausmaß von rund 70.000 m² erworben hatte und diese dem Verein zunächst bis Juli 1894 zur Disposition stellte.
Der Verein engagierte den Wiener Stadtgartendirektor Gustav Sennholz (1850–1895), unter dessen Regie ab 1885 der Park im Stil eines englischen Landschaftsgartens angelegt wurde. Der alte Schießgraben wurde ca. 2,5 m hoch aufgeschüttet, das an anderer Stelle vier Meter abgegrabene Terrain lieferte Aushub zur Aufschüttung eines künstlichen Berges, auf dem die Paulinenwarte (ein nach seiner Sponsorin Pauline von Metternich benannter Aussichtsturm) errichtet wurde. Für das Bauwerk, das als Hülle oder Deckmantel für eine zuvor errichtete Reservoiranlage gedacht war, lagen aus der Hand des für den Cottage-Verein tätigen Architekten Hermann Müller (* 1856, † unbekannt) erste Skizzen vor, die jedoch in ihrer Verwirklichung zu hohe Baukosten nach sich gezogen hätten, und man einigte sich daher auf einen Entwurf des Architekten und Stadtbaumeisters Anton Krones sen. (1848–1912). Ähnlich aufwendig wie die Arbeiten zur Fundierung des Turms gestaltete sich die Gründung eines längst nicht mehr bestehenden, in italienischer Renaissance ausgeführten, dreigeschoßigen Restaurationsgebäudes (Umbau u. a. 1909), das, unweit des Eingangs an der heutigen Gregor-Mendel-Straße gelegen, nach Plänen des Architekten Wilhelm Stiassny (1842–1910) erbaut worden war.

### Einweihung des Parks und folgende Nutzungen
Am 30. September 1888 eröffnete Kaiser Franz Joseph I. den Park. Die Rede, die der Kaiser (vermutlich auf Anraten seines Jugendfreundes Eduard Taaffe) bei dieser Gelegenheit hielt, bewirkte stürmischen Jubel und dreimalige Hochrufe und wurde in der führenden Tageszeitung der Monarchie tags darauf als Spitzenmeldung gebracht. Sie wirkte sich auf die weitere Entwicklung Wiens positiv aus. Franz Joseph merkte nämlich an, es sei sein Wunsch, dass die „physische Vereinigung“ der Vororte, wie Währing einer war, mit der Stadt Wien bald stattfinde. Damit nahm der Kaiser auf bereits fünfzehn Jahre lang geführte Verhandlungen über die Vergrößerung Wiens durch Eingemeindung von Vororten Bezug. Der sanfte Druck, der vom Kaiser ausging, bewirkte, dass das diesbezügliche niederösterreichische Landesgesetz 1890 zustande kam und per 1. Jänner 1892 41 Vororte zu Wien kamen.
Im Dezember 1892 ging der Park gegen Übernahme der Kosten und Lasten in den Besitz der Stadtgemeinde Wien über. Bereits fünf Jahre nach der Eröffnung musste die finanzbedingt stark vernachlässigte Grünanlage umfänglich regeneriert werden. Im Jahr 1908 beschloss der Bezirksvorstand unter Anton Baumann eine Erweiterung, nachdem der Staat der Stadt infolge der Kasernentransaktion Grundstücke verkauft hatte. Stadtplaner Heinrich Goldemund und Stadtgartendirektor Wenzel Hybler entwarfen die Pläne und leiteten die Arbeiten, die 1910 fertiggestellt waren.
1926 wurde im Park ein Kinderfreibad errichtet, dass während des Zweiten Weltkriegs nicht unterhalten wurde und verfiel. 

### Seit 1945
Erst danach konnte die Stadt das Kinderfreibad wieder instand setzen und betreiben. Das Freibad musste jedoch 1991 schließen.
Der Türkenschanzpark entwickelte sich in den Folgejahrzehnten und weiter zu Beginn des 21. Jahrhunderts zu einem gern besuchten und mit vielen Verweilmöglichkeiten ausgestatteten Stadtpark von Währing.

## Beschreibung und Details des Parks

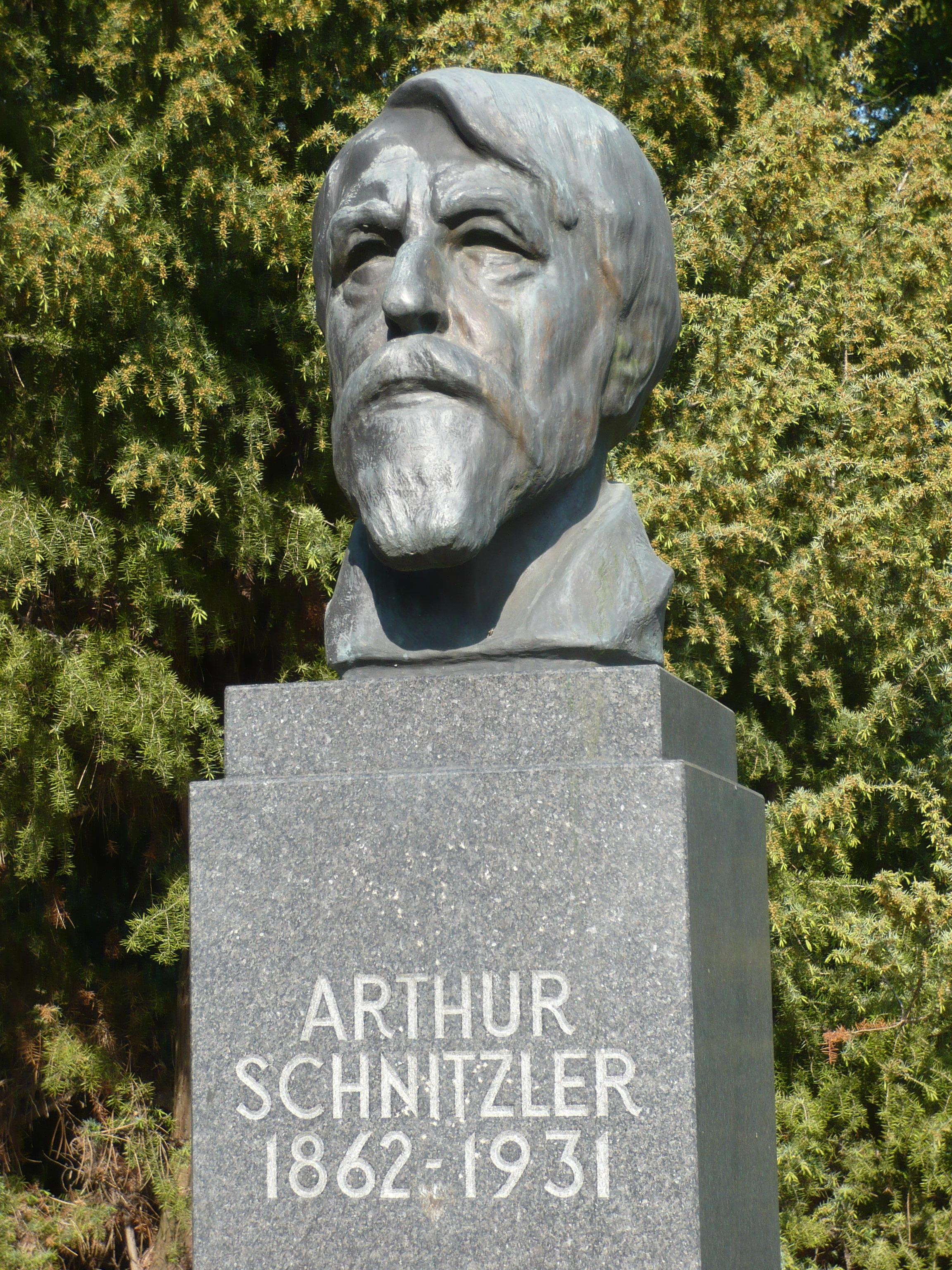
Büste für Arthur Schnitzler

Über Teiche und Brunnenanlagen hinaus befindet sich eine Reihe von Denkmälern im Park, etwa für den Dichter Adalbert Stifter oder für die Komponisten Franz Marschner und Emmerich Kálmán, sowie für den Schauspieler Leon Askin.

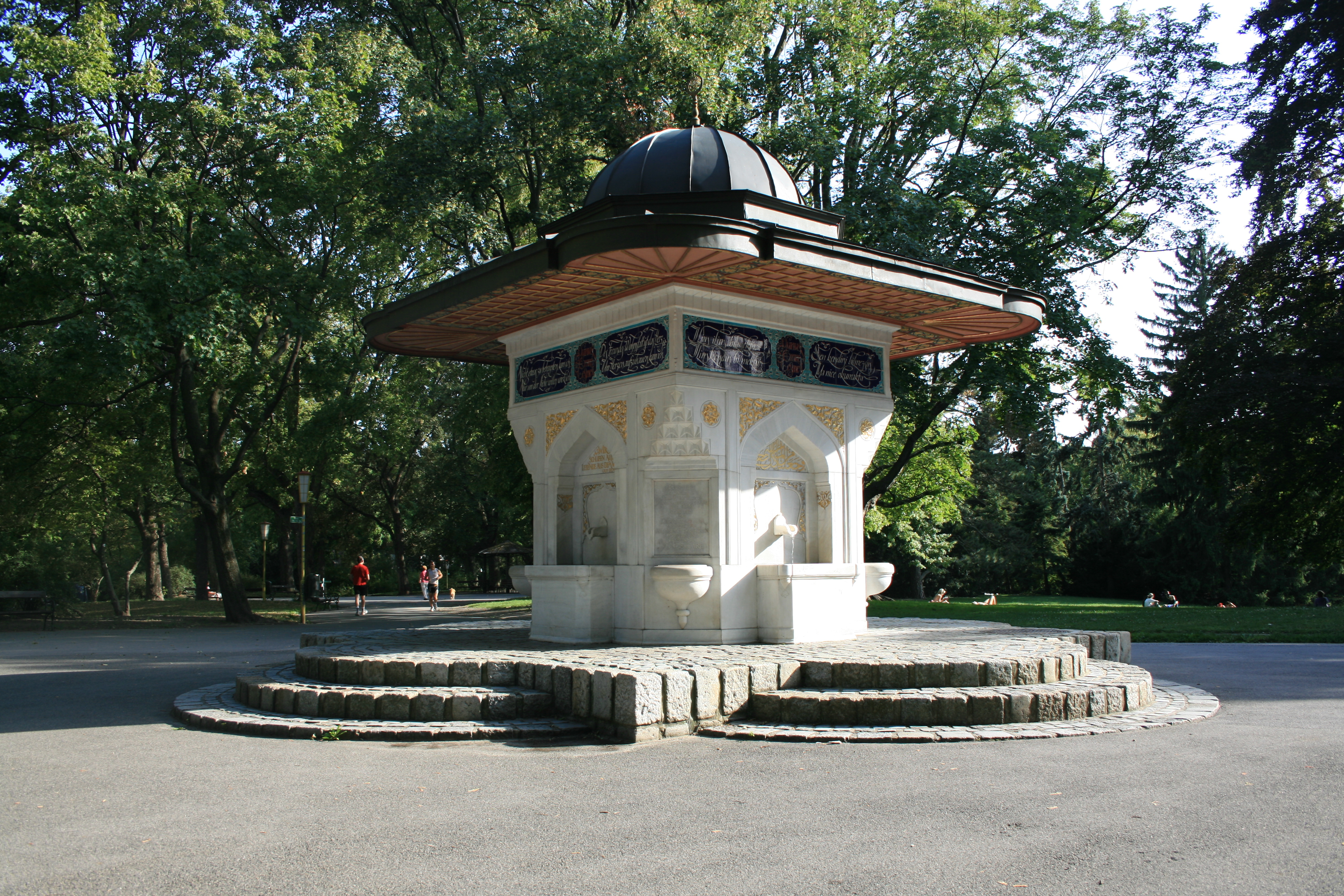
Yunus-Emre-Brunnen

1991 wurde der nach Yunus Emre, einem historischen türkischen Volksdichter, benannte, im orientalischen Stil gehaltene Schmuckbrunnen enthüllt. Er diente und dient als Zeichen der österreichisch-türkischen Freundschaft und wurde vom türkischen Botschafter gestiftet.
Seit 1999 ist auch eine 2.500 m² große Freizeitwelt mit Ballsportanlagen und einer Skateanlage benutzbar. Die Paulinenwarte ist seit 2010 wieder begehbar, nachdem das Bauwerk zuvor wegen Baufälligkeit rund 25 Jahre gesperrt gewesen war.
In Zusammenarbeit mit der benachbarten Universität für Bodenkultur wurden zahlreiche botanische Raritäten aus allen Kontinenten gepflanzt. Hervorzuheben sind Mammutbäume, Scheinzypressen und verschiedene Arten von Eichen.